# Henri Baude
Pour les articles homonymes, voir Baude.
Henri Baude est un poète français né à Moulins vers 1415. Il vivait encore en 1490.

## Biographie
Henri Baude fut l'un des protagonistes de la Praguerie qui eut lieu de février à juillet 1440, révolte des princes dont le futur Louis XI de France fut le chef.
Il revint sur ses intentions et se remit au service de Charles VII. Il remplit à partir de 1458 les fonctions d'élu du Bas-Limousin, mais sa résidence se situait à Paris.
Il écrivit des poèmes satiriques : ses contemporains le comparèrent quelquefois à François Villon. Il fut arrêté et jeté en prison en 1484 pour avoir raillé l'entourage de Charles VIII ; il demanda alors au duc Jean II de Bourbon de l'aider. Clément Marot s'est inspiré de plusieurs de ses pièces.
Baude s'inscrit dans le mouvement des "Rhétoriqueurs" de la seconde moitié du XVe siècle, étudiés par Paul Zumthor.
Ses Dictz moraulx pour mettre en tapisserie ont été illustrés notamment par des peintures murales au château de Busset et sur huit caissons du plafond de la salle des gardes du château du Plessis-Bourré, près d'Angers. On a identifié récemment une première tapisserie, La Pirouète, entrée au Musée national du Moyen Âge (Hôtel de Cluny), qui est inspirée par un proverbe de ce recueil.

## Œuvres
Un choix de ses poèmes nous a été transmis par les soins de François Robertet dans quatre manuscrits conservés à la Bibliothèque nationale. Le compilateur les présente ainsi : « S'ensuivent plusieurs petitz traictez et dictz extraictz des œuvres de maistre Henry Baulde, en son vivant esleu de Lymosin, demeurant à Paris, très-clair et renommé composeur en ryme et langage françois. »
- Dictz moraulx pour faire tapisserie : dessins du Musée Condé et de la Bibliothèque nationale [catalogue par Jean-Loup Lemaître], Ussel, Musée du pays d'Ussel ; Paris, diff. de Boccard, 1988, 89 p., ill.  (ISBN 2-903920-04-4)

### Éditions
- Dictz moraulx pour mettre en tapisserie , éd. critique par A. Scoumanne (coll. « Textes littéraires français », 83), Genève, Droz, 1959, 140 p. (compte rendu par Robert Guiette, Revue belge de philologie et d'histoire, 39-1, 1961, p. 86-87).